# Cathédrale de Sankt Pölten
La cathédrale de Sankt Pölten (ou cathédrale de l'Assomption-de-Marie) est depuis 1785 la cathédrale du diocèse de Sankt Pölten et fait partie de l'abbaye de Sankt Pölten. Le bâtiment est, malgré un ensemble de base bien préservé de style roman tardif, un édifice baroque.

## Historique

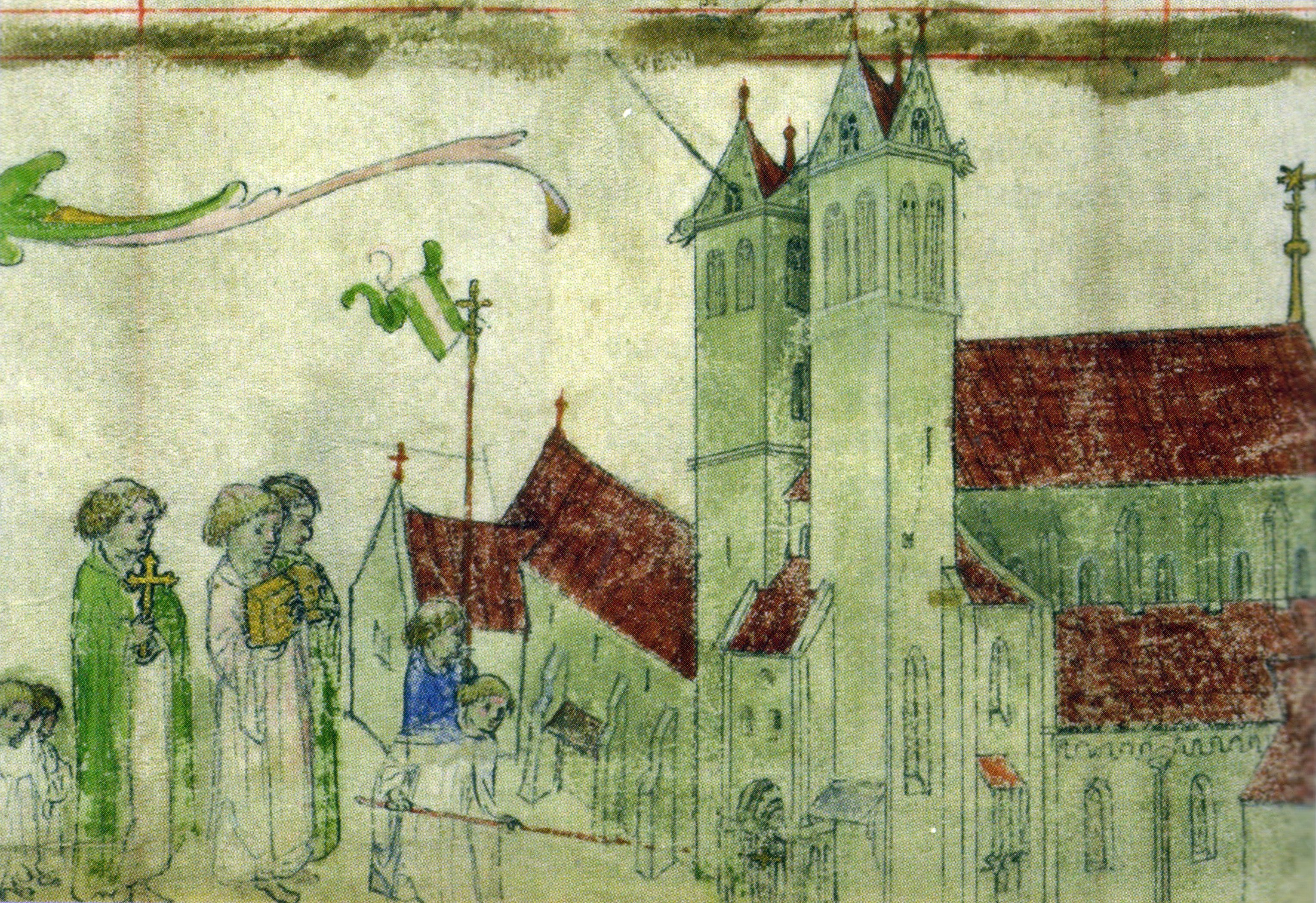
La Cathédrale de Sankt Pölten en 1400

Les origines de l'actuel abbaye de Sankt Pölten, et donc la date de la cathédrale, remontent autour de 790. Les bénédictins apportent les reliques de Saint Hippolyte, qui donne le nom de la ville. En 828, il dépend du diocèse de Passau et fait partie de la Grande-Moravie. Après la chute des Magyars en 907, le monastère est détruit et reconstruit en 955 après la bataille du Lechfeld. La première mention écrite est dans une charte de 976 entre l'empereur Otton II du Saint-Empire et l'évêque Pilgrim. Altmann de Passau confie l'édifice en 1081 aux chanoines réguliers de saint Augustin.
Vers 1150, on construit une église à trois nefs, sans transept avec des tours jumelles à l'ouest, refaites entre 1267 et 1280 après un incendie. Cette église fut consacrée en 1228 par l'évêque Gebhard pour l'Assomption de Marie.

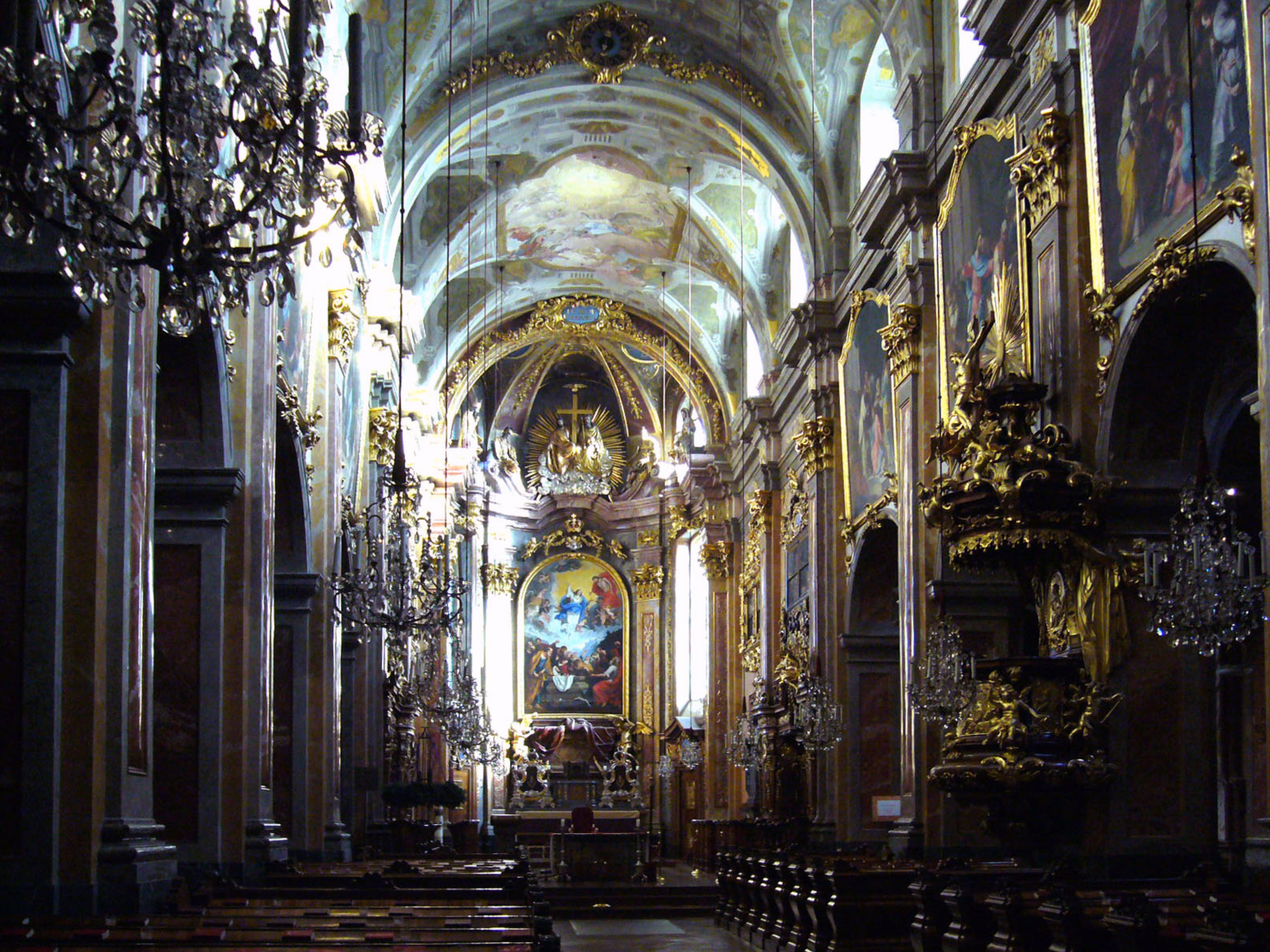
Intérieur de la cathédrale de Sankt Pölten

L'église actuelle est construite au XVIIe siècle. À la suite d'un incendie en 1621, on conçoit un bâtiment de style baroque sous le prévôt Johann Michel Führer qui veut une église comme l'abbaye de Melk et s'adresse à Jakob Prandtauer. Il dresse une restructuration avec un second étage et une troisième tour au centre (comme à l'abbaye de Seitenstetten). Mais les travaux sont inachevés en 1739 avec la faillite du diocèse et la démission du prévôt. Daniel Gran et Bartolomeo Altomonte font la décoration de la coupole, Thomas Friedrich Gedon peint des fresques à l'intérieur.
Joseph II du Saint-Empire décrète la fermeture de l'abbaye de Sankt Pölten en 1784. Le 28 janvier 1785, le pape Pie VI décrète dans sa bulle pontificale Inter plurimas que la cathédrale sera le siège du diocèse de Sankt Pölten nouvellement créé.

## Source, notes et références
- (de) Cet article est partiellement ou en totalité issu de l’article de Wikipédia en allemand intitulé « Dom zu St. Pölten » (voir la liste des auteurs).